# Veronika Staber
Veronika Staber (* 24. Juli 1987 in Prien am Chiemsee) ist eine ehemalige deutsche Skirennläuferin. Sie gehörte dem Kader des Deutschen Skiverbandes (DSV) an und startete in den Disziplinen Riesenslalom und Slalom. 2006 wurde sie Deutsche Meisterin im Riesenslalom.

## Biografie
Die Tochter des Skiläufers Ernst Staber wuchs in Törwang (Gemeinde Samerberg) auf. Bereits im Alter von fünf Jahren bestritt sie ihr erstes Rennen. Nach der Mittleren Reife am Skigymnasium Berchtesgaden absolvierte sie eine Ausbildung zur Polizistin bei der Bundespolizei in Bad Endorf.
Von Dezember 2002 an startete Staber regelmäßig bei FIS-Rennen in Europa. Zwei Jahre später debütierte sie im Europacup. In der Saison 2005/06 gelang ihr der Anschluss an die deutsche Spitze. Sie wurde jüngstes Kadermitglied der Lehrgangsstufe 1 des DSV. Zwischen Dezember 2005 und März 2006 platzierte sie sich bei 13 FIS-Rennen unter den besten zehn und auch im Europacup fuhr sie erstmals unter die besten Zehn.
Der bislang größte Erfolg ihrer Karriere gelang ihr dann im April 2006. Bei den am Fellhorn ausgetragenen Deutschen Meisterschaften wurde sie überraschend Deutsche Meisterin im Riesenslalom, im Slalom fuhr sie zudem auf den dritten Platz. Nachdem sie im Februar 2006 bereits zwei Einsätze im Weltcup hatte, rückte sie dank dieser Erfolge in der Saison 2006/07 in das deutsche Weltcupteam auf. Zum Saisonauftakt im finnischen Levi holte sie mit Rang 27 ihre ersten Weltcuppunkte.
Im Februar 2007 zog sich Staber bei einem Sturz in Abetone einen Kreuzbandriss zu. Nach weiteren Rückschlägen in der Rehabilitation konnte sie erst Ende 2009 ihr Comeback geben. Sie kam zunächst hauptsächlich im Europacup zum Einsatz und ist seit der Saison 2010/11 auch wieder regelmäßig im Weltcup am Start. Am 6. Februar 2011 erreichte sie mit Platz 12 im Riesenslalom von Zwiesel ihr bisher bestes Weltcupresultat. Nachdem sich in den kommenden Jahren nicht die gewünschten Erfolge einstellten, beendete sie nach der Saison 2013/2014 ihre Karriere.
Nach ihrem Rücktritt vom aktiven Leistungssport absolvierte Veronika Staber eine Ausbildung zur Physiotherapeutin und Fitnesstrainerin und bietet seitdem ihre Leistungen unter dem Motto Fit mit Veronika Staber – Bergphysiotherapie an.

## Erfolge

### Weltmeisterschaften
- Garmisch-Partenkirchen 2011: 30. Riesenslalom

### Weltcup
- 2 Platzierungen unter den besten 20

### Juniorenweltmeisterschaften
- Bardonecchia 2005: 15. Riesenslalom
- Québec 2006: 17. Riesenslalom

### Weitere Erfolge
- 3 deutsche Meistertitel (Riesenslalom 2006 und 2011, Slalom 2012)
- 6 Podestplätze im Europacup
- 6 Siege in FIS-Rennen